# أزيد النحاس الثنائي
 أزيد النحاس الثنائي  مركب كيميائي له الصيغة Cu(N3)2، وهو مادة قابلة للانفجار، ويوجد على عدة أشكال، شكل خالي من الماء ويكون لونه بني محمر، كما يوجد منه شكل أخضر ورمادي، كما يوجد منه شكل أصفر، ويعتمد ذلك حسب طريقة التحضير.

## الخواص
- إن مركب أزيد النحاس الثنائي غير منحل عملياً في الماء، فقط 80 مغ/ل.
- يمتاز أزيد النحاس بخواصه الانفجارية، فتبلغ سرعة الانفجار له 5000–5500 م/ثا.[4] أما حساسية الصدمة له فتبلغ 2.66 kpm·cm−2 كيلوبوند متر/سم2، أما طاقة التنشيط له فهي 26.5 كيلوكالوري/مول.

## التحضير
يحضر الشكل البني من أزيد النحاس من تفاعل نترات أو كبريتات النحاس الثنائي مع أزيد الصوديوم. كما يحضر من تفاعل حمض الهيدرازويك Hydrazoic acid الممدد مع فلز النحاس وذلك حسب طريقة ثيودور كورتيوس Theodor Curtiusالتي وصفها في نهاية القرن التاسع عشر.

## الاستخدامات
لا يوجد استخدامات عملية لمركب أزيد النحاس بسبب خواصه الانفجارية، وحساسيته للاحتكاك والضغط.